# John H. Boone
Pour les articles homonymes, voir John Boone et Boone.
John Hoyles Boone (30 avril 1848-16 novembre 1884) est un homme politique de la Colonie de Terre-Neuve. Il est député de la circonscription terre-neuvienne de White Bay à Chambre d'assemblée de Terre-Neuve-et-Labrador de 1882 à 1885.

## Biographie
Né à Twillingate dans la Colonie de Terre-Neuve, Boone étudie à la Church of England Academy (en) de Saint-Jean. Après avoir étudié le droit et être nommé au barreau en 1870, il pratique le droit avec son partenaire James Gervé Conroy (en) dès 1872. Nommé solliciteur de l'Assemblée de Terre-Neuve en 1874, il sert à ce poste jusqu'en 1882 alors qu'il est élu député.
Boone meurt d'une pneumonie à Saint-Jean à l'âge de 36 ans.